# Graziella Polesinanti
Graziella Polesinanti, née le 12 mars 1943 à Rome, est une actrice italienne de cinéma  et de télévision, qui s'est beaucoup consacrée au doublage non seulement des films étrangers, mais des films d'animations et des jeux vidéos.

## Biographie
Elle s'est formée à la diction au Centro sperimentale di cinematografia avant de devenir actrice et de se consacrer surtout au doublage.
Elle double par exemple l'actrice Lynn Cohen dans la version italienne de  Sex and the City, Une histoire de famille et Eagle Eye ; ou encore l'actrice Kelly Bishop dans le rôle d'Emily Gilmore de la série Gilmore Girls. Enfin, c'est elle qui donne sa voix à la tortue dans la version italienne du film d'animation Bof !.
En tant qu'actrice elle a participé à la mini-série télévisée Giandomenico Fracchia - Sogni proibiti di uno di noi.
Pendant les saisons 1978-79 et 1979-80 elle a joué le rôle de la preziosa dans la comédie musicale Cyrano, écrite par Riccardo Pazzaglia et Domenico Modugno, mise en scène par Daniele D'Anza.
Elle a gagné un Nastro d'argento en 1999 comme meilleure voix féminine pour son doublage de Fernanda Montenegro dans Central do Brasil.

## Filmographie

### Cinéma
- 1962 : Gli arcangeli, d'Enzo Battaglia : Anna Maria
- 1963 : Gli eroi, di oggi, domani, de Frans Weisz
- 1964 : Extraconiugale, de Giuliano Montaldo
- 1964 : La Soucoupe volante (Il disco volante), de Tinto Brass
- 1969 : Pleins Feux sur l'archange (L'arcangelo), de Giorgio Capitani
- 1977 : La Toubib aux grandes manœuvres (it) (La soldatessa alla visita militare), de Nando Cicero
- 1978 : La Prof et les Cancres (L'insegnante va in collegio) de Mariano Laurenti
- 1980 : La settimana bianca, de Mariano Laurenti
- 1981 : Una vacanza del cactus, de Mariano Laurenti
- 1981 : Pierino il fichissimo, d'Alessandro Metz
- 1982 : Dieu les fait et les assemble (Dio li fa poi li accoppia) de Steno
- 1983 : Fantozzi subisce ancora, de Neri Parenti
- 1984 : College, de Castellano e Pipolo
- 1989 : Scugnizzi, de Nanni Loy
- 1990 : Fantozzi alla riscossa, de Neri Parenti
- 1993 : Ci hai rotto papà, de Castellano e Pipolo

### Télévision
- 1975 : Giandomenico Fracchia - Sogni proibiti di uno di noi (it), mini-série télévisée réalisée par Antonello Falqui
- 1979 : Luigi Ganna detective (it), mini-série télévisée de Maurizio Ponzi
- 1994 : Un amour fou (Un amore americano), téléfilm de Piero Schivazappa : Adele, Mme Fossalto
- 1998 : Come quando fuori piove (it), téléfilm de Bruno Gaburro
- 1999 : Una donna per amico (it), série télévisée : Gina
- 2005 - 2013 : Provaci ancora prof! (it), 16 épisodes : Rosetta
- 2008 : I Cesaroni (it), série télévisée : un épisode, Vuoi ballare con me? : Lola Cortez
- 2009 : Miacarabefana.it (it), téléfilm de Lodovico Gasparini
- 2019 : Rocco Schiavone, série télévisée : deux épisodes de la troisième saison : Sora Letizia

## Récitation à la RAI
- Il collegio degli scandali, d'Arthur W. Pinero, mise en scène de Flaminio Bollini et Carla Ragionieri, diffusion du 17 janvier 1964

## Théâtre
- Cyrano (it) (1978-1979 et 1979-1980), mise en scène de Daniele D'Anza

## Doublage

### Cinéma (sélection)
- Lynn Cohen dans la version italienne de Une histoire de famille (2007), Sex and the City (2008), The Extra Man (2010), Sex and the City 2 (2010), The Cobbler (2014)
- Celia Imrie dans la version italienne de Le Journal de Bridget Jones (2001),  L'Âge de raison (2004), Bridget Jones Baby (2016), Mamma Mia! Here We Go Again (2008)
- Geraldine Chaplin dans la version italienne de Mother Teresa: In the Name of God's Poor (it), Le Pont du roi Saint-Louis
- Celia Weston dans la version italienne de Hulk
- Fernanda Montenegro dans la version italienne de Central do Brasil
- Frances de la Tour dans la version italienne d’Alice au pays des merveilles
- Mariana Hewett dans la version italienne de Eyes Wide Shut

### Séries télévisées (sélection)
- Frances Conroy dans la version italienne d’American Horror Story, The Mist, Young Sheldon, Le Passé recomposé
- Kelly Bishop dans la version italienne de Gilmore Girls
- Rebecca Schull dans la version italienne de Suits
- Concha Velasco dans la version italienne de Les Demoiselles du téléphone
- Margaret John dans la version italienne de Game of Thrones

### Soap opéra (sélection)
- Beatriz Ornella dans la version italienne de Rosa salvaje
- Nora Cárpena dans la version italienne de Love Divina

### Films d'animation (sélection)
- Masai (Tetsurô Hoshino) dans la série d'animation japonaise Galaxy Express 999  (1982)
- Bart dans la série d'animation japonaise Ken le survivant (1984)
- La tortue (Camilla en italien) dans Bof! (Fantazoo)

### Jeux vidéo
- Lachésis dans la version italienne de Hercule[1] (1997)
- Hazel la sorcière dans la version italienne de Bugs Bunny : Voyage à travers le temps (1999)
- Mamma Cotechino dans la version italienne de Chicken Little[2] (2005)